# Hymna Kyrgyzstánu
Hymna Kyrgyzstánu je, spolu se vlajkou a znakem, jedním ze státních symbolů této republiky. Hymna byla schválena 18. prosince 1992 usnesením Nejvyšší rady Kyrgyzské republiky N 1141-XII. Zpočátku se hymna skládala ze tří strof a refrénu, avšak usnesením Žogorku Keneša Kyrgyzské republiky N 2648-V ze dne 27. prosince 2012 byla druhá strofa vypuštěna.
Hymnu vytvořili skladatelé Nasyr Davlesov a Kalyj Moldobasanov na slova básníků Žalila Sadykova a Šabdanbeka Kulujeva.
K blížícímu se 28. výročí přijetí kyrgyzské hymny, dne 18. prosince 2020, Alexandr Ivanov, krajan žijící v Česku, vysoce ceněný pracovník kultury Kyrgyzské republiky, představil veřejnosti první ekvirytmický (dodržující rytmiku básně) překlad kyrgyzské hymny do češtiny. Toto je první ekvirytmický překlad kyrgyzské hymny z kyrgyzštiny do jiných jazyků. V roce 2022, na počest 30. výročí vzniku hymny Kyrgyzské republiky byla hymna poprvé nazpívaná česky, a to operní pěvkyní Petrou Jenčkovou.

## Text hymny a překlad
| Originální text | Transkripce | Český překlad |
| --- | --- | --- |
| Ак мөңгүлүү аска, зоолор, талаалар, Элибиздин жаны менен барабар. Сансыз кылым Ала-Тоосун мекендеп, Сактап келди биздин ата-бабалар! Кайырма: Алгалай бер, кыргыз эл, Азаттыктын жолунда. Өркүндөй бер, өсө бер, Өз тагдырың колуңда. Аткарылып элдин үмүт тилеги, Желбиреди эркиндиктин желеги. Бизге жеткен ата салттын, мурасын, Ыйык сактап урпактарга берели. Кайырма: Алгалай бер, кыргыз эл, Азаттыктын жолунда. Өркүндөй бер, өсө бер, Өз тагдырың колуңда. | Ak moenkguelueue aska zoolor, talaalar, Elibizdin zhaneu menen barabar, Sanseuz keuleum Ala-Toosun mekendep, Saktap keldi bizdin ata-babalar! Kayeurma: Algalai ber, Keurgeuz el, Azatteukteun Zholunda, Oerkuendoei ber, oesoe ber, Oez tagdeureunk kolunkda! Atkareuleup eldin uemuet, tilegi, Zhelbiredi erkindiktin zheligi, Bizge zhetken ata salteun muraseun, Euyeuk saktap urpaktarga bereli! Kayeurma: Algalai ber, Keurgeuzz el, Azatteukteun zholunda, Oerkuendoei ber, oesoe ber, Oez tagdeureunk kolunkda! | Zasněžené hory i pole široká, Našeho národa duše odvěká, Svatým Ala-too století plynula, Na kterém naděje žila i hynula. Refrén: Vpřed, kyrgyzský národe, Na cestě ke svobodě, Rozkvétej, k pokroku jdi A svůj osud nalezni! Naděje národa se vyplnila, Prapor svobody nám rozvinula. Pro nás svaté zvyky a tradice Uchováme pro budoucí dědice. Refrén: Vpřed, kyrgyzský národe, Na cestě ke svobodě, Rozkvétej, k pokroku jdi A svůj osud nalezni! |

## Hymnický protokol
Postup pro úřední použití hymny Kyrgyzstánu je stanoven v zákoně „O státních symbolech Kyrgyzské republiky“ ze dne 17. července 2004.
Státní hymna Kyrgyzstánu je hudební a poetické dílo, které musí být prováděno v přísném souladu se schváleným hudebním vydáním a textem. Může být provedeno v orchestrální, sborové, orchestrálně-sborové nebo jiné vokální a instrumentální verzi.
Lze také využít prostředky pro záznam zvuku a videa, jakož i prostředky pro televizní a rozhlasové vysílání. V případě vokálního a vokálně instrumentálního provedení se hymna Kyrgyzstánu provádí v plném rozsahu a v případě instrumentálního výkonu je povoleno částečné provedení hymny – sloka i refrén se hrají jednou.
Během oficiálního znění hymny Kyrgyzstánu ji přítomní poslouchají ve stoje (muži bez pokrývky hlavy, s výjimkou národní pokrývky hlavy a speciální pokrývky hlavy osob, jejichž náboženská víra považuje holou hlavu za akt neúcty), občané Kyrgyzstánu zpívají hymnu a pravou ruku mají po levé ruce straně hrudníku. Pokud je znění hymny Kyrgyzstánu doprovázeno vztyčením státní vlajky Kyrgyzské republiky, pak se přítomní otočí tváří v tvář k ní.
Státní hymna Kyrgyzstánu musí být hrána v následujících případech:
- při nástupu prezidenta Kyrgyzské republiky do funkce po složení přísahy;
- při zahájení a ukončení řádného nebo mimořádného zasedání Žogorku Keneš Kyrgyzské republiky;
- během oficiálního obřadu vztyčení státní vlajky Kyrgyzské republiky a jiných oficiálních obřadů;
- během ceremoniálů přivítání a rozloučení se hlav zahraničních států, předsedů vlád cizích států, oficiálních zástupců cizích států a vedoucích mezistátních a mezivládních organizací, kteří v souladu s diplomatickým protokolem navštěvují Kyrgyzskou republiku na oficiálních návštěvách;
- během vojenských rituálů
- v souladu s obecnými vojenskými předpisy ozbrojených sil Kyrgyzstánu;
- při pořádání oficiálních ceremonií během mezinárodních sportovních soutěží na území Kyrgyzské republiky a v zahraničí
- v souladu s pravidly pro pořádání těchto soutěží;
- ve vyšších, středních odborných vzdělávacích institucích, středních všeobecně vzdělávacích školách
- při slavnostních zahájení nového akademického roku a na konci akademického roku i na dalších slavnostních akcích.

Státní hymnu Kyrgyzské republiky lze také hrát:
- při otevírání památek, při zahájení a ukončení slavnostních setkání věnovaných státním svátkům Kyrgyzstánu,
- při dalších oslavách pořádaných státními orgány, orgány místní samosprávy i státními a nestátními organizacemi.

Státní hymnu Kyrgyzské republiky vysílají státní, soukromé televizní a rozhlasové společnosti: denně – před a po vysílání a při nepřetržitém vysílání v 6 hodin a 24 hodin místního času.
Při pořádání oficiálních akcí na území cizích států se realizace národní hymny Kyrgyzské republiky provádí v souladu s pravidly stanovenými mezinárodním protokolem s přihlédnutím k tradicím hostitelské země.

## Zodpovědnost
Občané Kyrgyzstánu i osoby na území Kyrgyzstánu jsou povinni ctít hymnu Kyrgyzstánu. Osoby zodpovědné za znesvěcení hymny mohou být potrestány v souladu s právními předpisy Kyrgyzské republiky.
Podle současného kyrgyzského zákona „O autorských právech a souvisejících právech“ ze dne 14. ledna 1998 nepodléhají státní symboly autorským právům, proto lze hudbu a slova hymny volně používat v jiných hudebních a jiných uměleckých dílech.